# Roughly Speaking
Roughly Speaking è il sedicesimo album in studio del gruppo rock canadese April Wine, pubblicato nel 2006.

## Tracce
Tutte le tracce sono di Myles Goodwyn eccetto dove indicato.
1. Saw Someone (That Wasn't There) – 3:59
2. I've Had Enough for Now (I Wanna Go Home) – 2:46
3. Night Life (Willie Nelson, Walter Breeland, Paul Buskirk, Myles Goodwyn) – 3:18
4. Sheila – 3:35
5. You Don't Even Know (How I Love You So) – 3:01
6. I Am, I Am – 3:23
7. Life Goes On – 3:26
8. If You're Comin' (I'm Outta Here) – 1:20

## Formazione
- Myles Goodwyn – voce, chitarra, organo
- Brian Greenway – cori, chitarre, armonica
- Jim Clench – basso, cori
- Jerry Mercer – batteria, cori